# Kation
Ein Kation [ˈkati̯oːn] (sprich: Kat-ion; von altgriechisch κατἰόν katión, deutsch ‚das Hinuntergehende‘, Partizip Präsens Aktiv Neutrum zu altgriechisch κατἰέναι katiénai, deutsch ‚hinuntergehen‘) ist ein positiv geladenes Ion. Da sich positiv geladene Ionen bei einer Elektrolyse stets zur Kathode bewegen, wurde für sie der Name Kationen gewählt. 
Diese entstehen aus Atomen oder Molekülen durch Abgabe von Elektronen oder Aufnahme von Wasserstoff-Ionen H+ (Protonen). 
Salze sind immer aus Kationen und Anionen zusammengesetzt.
Der Austausch zwischen verschiedenwertigen Kationen wird durch die Gapon-Gleichung beschrieben. Zum chemischen Nachweis von Kationen werden moderne Laborgeräte aus der instrumentellen Analytik oder auch nur einfache Kationennachweise im Reagenzglas eingesetzt.

## Metallionen
Metallionen sind einfache Kationen, die sich aus Metallatomen durch Elektronenabgabe (Oxidation) bilden.
Beispiele von Metallionen, nach ihrer Wertigkeit geordnet:
- einwertig (monovalent): K+, Na+, Li+, Cu+
- zweiwertig (divalent): Mg2+, Ca2+, Ba2+, Cu2+, Fe2+, Zn2+
- dreiwertig (trivalent): Al3+, Fe3+
- vierwertig (tetravalent): Pb4+

Einige Metallionen wie Eisen-, Zink- oder Kupferionen haben als Spurenelemente in der Biologie eine Bedeutung. Sie sind beispielsweise Kofaktoren bei Metalloenzymen.

## Zusammengesetzte Kationen
Beispiele für zusammengesetzte Kationen (Molekülkationen):
- NH4+ (Ammonium-Ion)
- H3O+ (Oxonium-Ion)
- [NO]+ (Nitrosyl-Kation)

### Organische Chemie
Tetramethylammoniumchlorid {N[CH3]4+ Cl−}  und Triethylamin-Hydrochlorid  {HN[C2H5]3+ Cl−} sind Beispiele für organische Ammonium-Salze, bei denen das Stickstoffatom ebenfalls vier Bindungspartner hat, diese jedoch organische Reste oder teils auch Wasserstoffatome sind, wie in Hydrochloriden, Hydrobromiden oder Hydroiodiden.

## Die Ladung von einfachen Kationen
- Na → Na+ + 1e−

Aus dem Natrium-Atom entsteht durch Abgabe eines Elektrons ein einfach positiv geladenes Natriumion. Dadurch, dass eine negative Ladung im Atom weniger vorhanden ist, überwiegt die positive Ladung.
- Mg → Mg2+ + 2e−

Durch Abgabe von zwei Elektronen entsteht aus einem Magnesium-Atom ein zweifach positiv geladenes Magnesiumion.
- Al → Al 3++ 3e−

Das Aluminiumatom wird nach Abgabe von 3 Elektronen zu einem dreifach positiv geladenen Aluminiumion.
Die Ladung der Metall-Ionen ergibt sich aus der Elektronenkonfiguration (Verteilung der Elektronen in der Atomhülle). Die Abgabe von Elektronen hat das Ziel, gleich viele Elektronen wie ein Edelgas zu erreichen (Edelgaskonfiguration). Die Anzahl der abzugebenden Elektronen richtet sich nach der Anzahl der Außenelektronen, die sich im Periodensystem für die Hauptgruppenelemente aus deren Hauptgruppennummer ablesen lässt.

## Metallhydroxokationen
In wässrigen Lösungen liegen Metallkationen entweder hydratisiert vor oder sie bilden je nach pH-Wert und Art der Metallkationen und Ladungszahl Hydroxokomplexe bzw. Isopolyoxokationen mit der allgemeinen Formel [MxOu(OH)v(H2O)w]n+, wobei nicht alle Ligandenarten (H2O, OH−,  O2−) gebunden werden müssen. Kationen mit kleinerer Ladungszahl bilden bevorzugt Aqua- (veraltet Aquo-) und Hydroxokomplexe, Kationen mit einer höheren Ladungszahl  bilden bevorzugt Oxokomplexe. Mehrere Metallkationen im Komplex sind über Sauerstoffbrücken gebunden. Bei einem hohen pH-Wert können diese Komplexe zu Hydroxiden reagieren, die aus der Lösung ausfallen, oder sie bilden negativ geladene Hydroxokomplexe (Beispiel Aluminate).